# Іван Ловренович
Іван Ловренович (хорв. Ivan Lovrenović; Загреб, 1943) — боснійський письменник і публіцист. Лауреат Премії імені Меші Селімовича. Член ПЕН-клубу Боснії і Герцеговини.

## Біографія
Закінчив відділення хорватської/сербської мови та югославської літератури Філософського факультету Університету Загреба. Вивчав мову, літературу, етнологію.
До 1976 року викладав літературу у гімназії, потім працював у Сараєві редактором огляду культурних та суспільних подій, головним редактором видавництв «Veselin Masleša» та «Svjetlost».
З 1992 року жив у Сараєві, а 1993 року переїхав до Загреба, працював на дипломатичній роботі у Посольстві Боснії і Герцеговини, певний час жив у Берліні. Після закінчення війни повернувся до Сараєва. Працював у часопису «Боснійськогерцеговинські дні». 

## Нагороди
- 2014 — Премія імені Меші Селімовича[1]